# Kortfors station

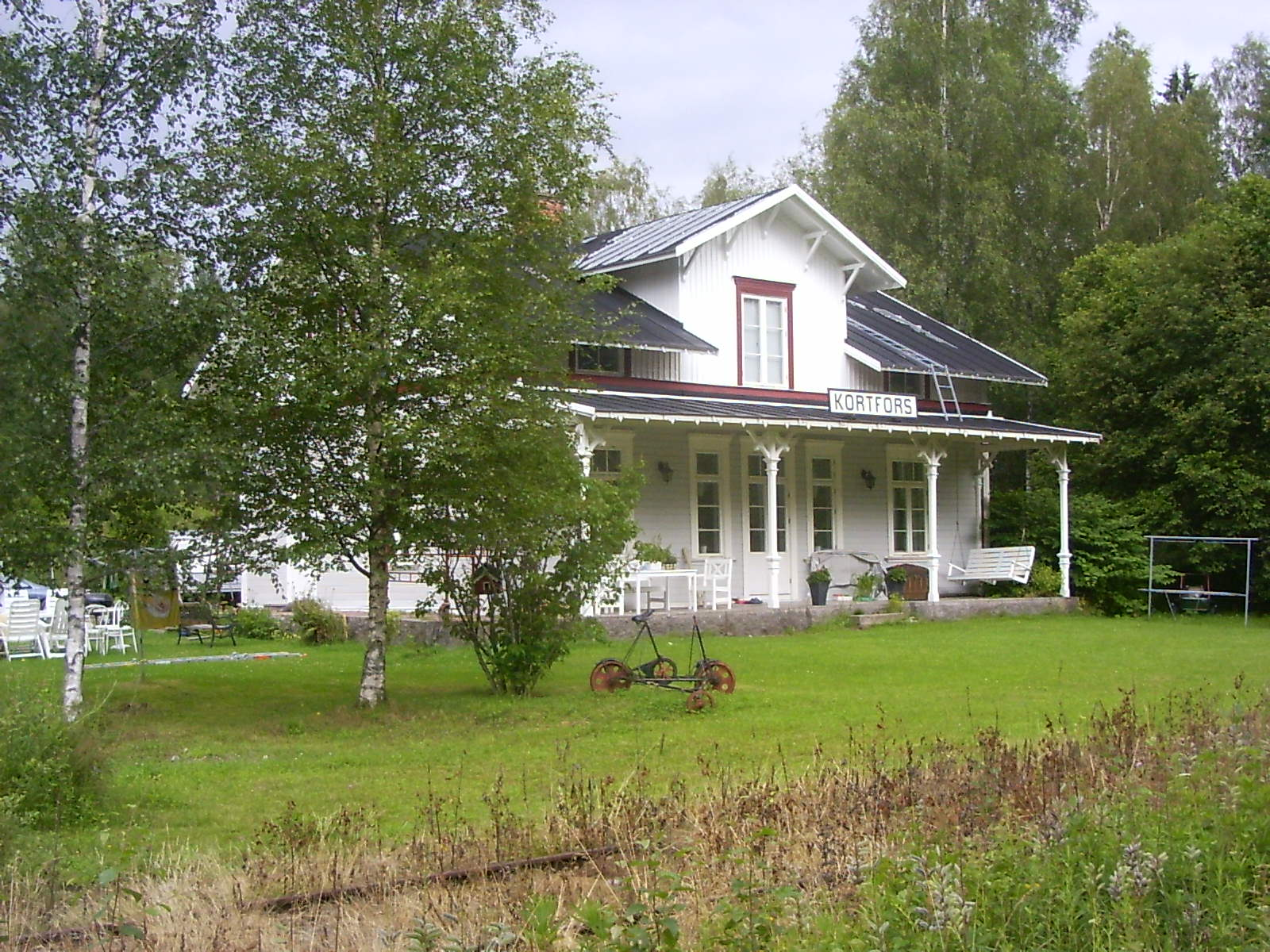
Stationshuset 2009.

Kortfors station var en järnvägsstation i Kortfors, Karlskoga kommun utmed bansträckningen Nora–Karlskoga Järnväg. Det var också den södra ändpunkten för Svartälvs Järnväg.
Kortfors station öppnade 1874 i samband med att Nora–Karlskoga Järnväg öppnades. Ett sidospår till Karlsdals bruk öppnade samma år. Sidospåret blev  1889 en del av Svartälvs Järnväg mellan Kortfors och Grythyttehed. Svartälvs Järnväg lades ned 1936, men sidospåret till Karlsdal behölls av krigsmakten. 1966 lades persontrafiken ned mellan Nora och Karlskoga och Kortfors nedgraderades till lastplats. 1985 upphörde även godstrafiken.